# رضا نیازمند
سیّدرضا نیازمند (تولد ۱ فروردین ۱۳۰۰ – وفات ۱۹ آذر ۱۳۹۶) کارآفرین، صنعت‌گر و مدیر اجرایی ایرانی بود از او به عنوان یکی از پایه‌گذاران توسعه صنعتی در اقتصاد ایران یاد می‌کنند.
نیازمند مؤسس سازمان مدیریت صنعتی و بنیان‌گذار سازمان گسترش و نوسازی صنایع ایران بود. او همچنین تجربه نویسندگی کتابهای ارزشمند تاریخی را نیز دارد.

## زندگینامه
سیّدرضا نیازمند فرزند سیّدصادق در کرمانشاه به دنیا آمد، پدرش از تجار معروف همدان بود و در غائله قحطی در ایران پس از حمله متفقین به ایران، کمک شایانی به همشهریان خود نمود.
پس از کودتای رضاشاه و خروج انگلیس از ایران، همراه پدر و مادر، ابتدا به اراک و سپس به تهران مهاجرت کردند.
نیازمند تحصیلات خود را در رشته معدن و ذوب فلزات در مقطع کارشناسی تکمیل نمود.
نیازمند برای اولین بار در سال ۱۳۲۲ شمسی با گذراندن دوره سه‌ماهه کارآموزی در معادن انارک به عنوان مهندس تعمیرات مکانیکی به استخدام دولت درآمد.
نیازمند همچنین در سال ۱۳۲۷ برای تحصیل به آمریکا رفت و با گذراندن چندین دوره درس در مدیریت صنعتی و حسابداری صنعتی از دانشگاه نیویورک با مدرک کارشناسی ارشد فارغ‌التحصیل شد.
وی نقش برجسته ایی در احداث کارخانجات تراکتورسازی تبریز، ماشین‌سازی تبریز، ماشین‌سازی اراک و آلومینیوم اراک در زمان مدیریت خود در سازمان گسترش و نوسازی صنایع داشته‌است.
همچنین نقش ارزنده ایی در ایجاد صنایع مس سرچشمه و شرکت یوریران داشته‌است.
در زمان تصدی وی به عنوان معاونت صنایع در وزارت دکتر عالیخانی، شرکت ایران ناسیونال و ماک ایران تأسیس و شروع به کار کرد.
رضا نیازمند آذر سال ۱۳۹۶ درگذشت و در بهشت زهرای تهران قطعهٔ ۲۲۱ ردیف ۲ شماره ۲۷ در قبر خواهرش فروغ اقدس نیازمند (۱۳۸۷–۱۳۰۵) به خاک سپرده شد.

## خدمات دولتی برای دولت ایران
- استخدام دولتی: در سال ۱۳۲۲ مهندس فنی در قسمت ابزارسازی کارخانجات ونک و در سال ۱۳۲۴ مدیر فنی کارخانه ونک بودم.
- انتقال به سازمان برنامه: (اولین دوره تأسیس سازمان برنامه، مشهور به برنامه هفت ساله). سال ۱۳۲۹ همکار رئیس هیئت مشاوران ماوراء بحار، سپس عضو هیئت مطالعات و برنامه‌ریزی استان پنجم، سال ۱۳۳۲ معاون و سپس رئیس قسمت طرحها و برنامه‌ریزی سازمان برنامه.
- در سال ۱۳۳۵، رئیس ایرانی مشاوران مدیریت صنایع Ceorefry در سازمان برنامه.
- انتقال به وزارت صنایع و معادن: در سال ۱۳۳۸ رئیس هیئت مدیره و مدیر عامل شرکت نساجی ایران (دارای ۶ کارخانه و حدود ۸۰۰۰کارگر)
- در سال ۱۳۴۰ مدیر عامل شرکت مصالح ساختمانی.
- در سال ۱۳۴۰ رئیس مرکز راهنمایی صنایع، وابسته به وزارت صنایع و معادن.
- در سال ۱۳۴۱ مؤسس و مدیر عامل و رئیس هیئت مدیره سازمان مدیریت صنعتی به مدت ۱۲ سال، ضمن مشاغل دیگر.
- معاون وزارت اقتصاد و سرپرست صنایع و معادن کشور ازسال۱۳۴۲ تا ۱۳۴۶.
- مؤسس و مدیرعامل سازمان گسترش و نوسازی صنایع ایران از سال ۱۳۴۶ تا ۱۳۵۰.
- پس از استعفا از سازمان گسترش، گرچه تصمیم به ترک همیشگی کار دولتی داشتم، ولی مورد موافقت قرار نگرفت، تأسیس و راه اندازی معدن مس سرچشمه (صنایع مس ایران) به عهده من قرار گرفت و من به شرط چهار سال خدمت و سپس خروج کامل از کار دولتی، این وظیفه را به عهده داشتم و پس از به کار افتادن معدن و خرید ماشین آلات، به کلی از خدمات دولتی کنار رفتم.

## کمک به شرکت ولوو
در سال ۱۹۷۵ کمی پیش از انقلاب ایران که کارخانه ولوو در حال ورشکستگی بود از رضا نیازمند خواستند که به سوئد برود، مشکلات را حل کرده، کارخانه را سودآور کند و از خطر ورشکستگی نجات دهد. نیازمند هم شش ماه سوئد بود. ولوو را به سودآوری رساند. در پایان از او پرسیدند اجرت تو چقدر است؟ که گفت هیچ پولی دریافت نمی‌کند در مقابل پادشاه سوئد نشان و لقب شوالیه را به رضا نیازمند داد.

## مصاحبه او درباره اصلاحات ارضی[۴]
رضا نیازمند در مصاحبه خود با سایت بیتران در سال ۱۳۹۸ نظرات خود درباره اصلاحات ارضی ، محمدرضا شاه پهلوی در شاهنشاهی ایران را اینگونه بیان میکند: بی تردید ششم بهمن ماه ۱۳۴۱ نقطه عطفی در تاریخ تحولات اقتصادی , اجتماعی , فرهنگی , صنعتی ودیگر زمینه ها در ایران عزیزمان می باشد .. از آن جایی که تحولات ناشی از ششم بهمن ۴۱ طیف گسترده ای داشته به سادگی نمی توان از کنار آن گذشت . هر تحول و دگرگونی علاوه بر ویژگیهای مثبت ممکن است نقطه ضعفهایی هم داشته باشد ولی درمجموع عملکرد شاهنشاه محمد رضا شاه پهلوی در این خصوص بسیار مثبت و سازنده بوده است . متاسفانه بهانه جویان و مخالفانی که از شاه خوششان نمی آمد از کار های سازنده او نیز انتقاد می کردند 
روز انقلاب سفید .. روزی که محمد رضا شاه آریامهر اصولی را به عنوان اصلاحات و سازندگی در مجلس طرح کرده به همه پرسی گذاشت و بعد هم به مرحله اجرا درآمد. بی تردید اصلاحات ارضی مهم ترین اصل آن بود . که نظام ارباب رعیتی تقریبا بر چیده شده زمینها بین کشاورزان تقسیم گردید . ظاهرا از آنجایی که حدود یک پنجم این زمینها وقف بوده روحانیون منافعی داشتند به شدت و با بهانه های مختلف با این تقسیم اراضی مخالفت می کردند . خمینی هم از جمله مخالفین بود .. ظاهرا بهانه می آوردند که کشاورزان نمی توانند زمینهای خودشان را اداره کنند . هر چند نصف بیشتر این زمینها در اختیار مالکین بزرگ بود . خلاصه امروز ما داریم اثر این تقسیمات را می بینیم .......
درست است  که ممکن است  هر کاری نقطه ضعفها و اشکالاتی داشته باشد ولی با خیلی از شمالی ها که صحبت می کردم  از این وضع راضی بودند .. و خیلی از پیرمرد ها می گفتند که یادشان  می آیاد هر چه کار می کردند اصلا نشان نمی داد بیشترش مال ارباب بود . آنها انگیزه ای برای کشت نداشتند .. حالا این جناب روحانی و آخوند عادل بیاید و بخواهد مخالفت کند .. این یعنی چه؟! .. توجیه هم برای خودمی آورند . اگر بخواهیم از اصول دیگر این انقلاب بگوئیم که تنها انقلاب سازنده صد ساله اخیر ایران است  مثنوی هفتاد من کاغذمی شود ..  آیا اعزام سپاه دانش به روستا ها برای با سواد کردن مردم و روستائیان عزیر کار بدی بود .؟ . سپاه بهداشت به روستا ها فرستادن زشت بود ؟ با هواپیما مزارع مردم را سمپاشی کردن کار بدی بود ؟ تحصیل اجباری و رایگان خیلی زننده بود ؟ سهیم شدن کارگران در سود کار خانه ها بد بود ؟ مردم نمی بایستی تحت پوشش بیمه اجتماعی در می آمدند ؟تغذیه رایگان در مدارس یک خرج اضافی بود ؟ ملی کردن آبها و جنگل ها کار بدی بود ؟ اگر شاهنشاه کارش بد بود زشت بود شما حالا بیائید این زمینها رابه دست ارباب بدهید ؛ ۶۲ سال از صدور آن فرمان تاریخی و انقلابی می گذرد و هنوز هم اعتقادم بر آن است که اگر چنین تحولاتی در ایران صورت نمی گرفت بی شک امروز در همین جایگاهی هم که قرار داریم , نبودیم . سالها به وسیله تسلیحات خریداری شده شاهنشاه فقید با دشمن پیکار کردیم و عده ای نمک نشناس , ناسپاسانه فریاد مرگ بر او را سر می دادند همانها که می گفتند شاه پول ملت را برای خرید اسلحه به هدر داد .. همانها که می گفتند هر ایرانی بابت فروش نفت و گاز ماهانه یک هزار دلار سهم دارد . نمی توان بحث در مورد انقلاب سفید را تنها در چند پست و پیام جای داد ..شاید اگر هزاران کتاب در این مورد نوشته شود بازهم حق مطلب ادا نگردد . شاید آن پیرانی که در آن زمان جوان بوده اند بهتر توانسته اند شرایط و تفاوت های قبل و بعد از انقلاب سپید را درک نمایند ... حلبی آباد ها و زاغه های تهران که محل رمال ها و مفت خور ها بود را با اینکه الان اکثر جمعیت تهران را به این حال و روز انداخته علم کرده و ملتی را از انقلاب سپید به انقلاب سیاه کشانده اند ؛ سالروزششم بهمن روز انقلاب سپید شاه و ملت برترین و والاترین روز تاریخی در خصوص آغاز تحولات در زمینه های مختلف برای پیشرفت و اعتلای ایران عزیزمان را به ملت ایران تبریک و تهنیت عرض نموده امید است ششم بهمنی برسد که در ایرانی آباد و آزاد .. آن چنان که شایسته این روز مقدس و پربرکت است جشن بگیریم و پایکوبی کنیم .

## آخرین پیشنهادها[۴]
باید در چارچوب اوضاع‌واحوال روز برنامه‌ریزی کنیم اما در عمل چنین نیست؛ مثلاً در دوره جدید ما پول‌نداریم که هزینه کارمندان دولت را بدهیم؛ سخن گفتن از توسعه صنعتی امری گزاف است. تأسیس صنعت پول نیاز دارد و بازدهی آن زمان‌بر است و این برای ما در این شرایط ممکن نیست.

### تهاتر گاز
باید نفت را تبدیل به فرآورده کرده و بفروشیم. وی مهم‌ترین راهکار را در "تهاتر گاز با صنعت" می‌داند: «در دهه ۶۰ میلادی با روس‌ها قرارداد تهاتر گاز با صنعت امضا شد؛ ما باید لوله‌ای گاز از آبادان تا ارس سرحد روسیه می‌کشیدیم و آن‌ها در عوض کارخانه ذوب‌آهن و کارخانه ماشین‌سازی اراک را راه‌اندازی و مونتاژ می‌کردند. الآن هم می‌توانیم این کار را انجام دهیم.»

### سیستم حمل‌ونقل ریلی شود
بهترین کار وزارت صنعت، معدن و تجارت ریلی کردن نظام حمل‌ونقل در کشور است. این پروژه بسیار کارگر بر است و باید تمام سیستم حمل‌ونقل شهری را در بیرون و داخل شهر در بربگیرد. البته عده‌ای می‌گویند این کار عظیم است اما من معتقدم که این کار بسیار هم راحت است. کارخانه ذوب‌آهن در کشور داریم و می‌توانیم خود ریل تولید کنیم. چند دهه هم هست که تجربه مدیریت راه‌آهن در کشور وجود دارد. اما قبلاً این تجربه را نداشتیم.
قراردادی با آلمان (لوکوموتیو) و فرانسه (ریل) که در این حوزه خیلی قوی هستند امضا شود؛ ما به این دو کشور گاز و نفت صادر کنیم و آن‌ها حمل‌ونقل ما را ریلی کنند. این‌چنین معضل بیکاری هم حل می‌شود.
به گفته نیازمند وزارت‌خانه نفت، صنعت، معدن و تجارت و وزارت خارجه هر سه می‌توانند با فرانسه و آلمان قراردادی را امضا کنند. این طرح را آقای نعمت‌زاده و آقای روحانی دوست داشتند و مقاوله‌نامه‌ای هم با فرانسه نوشته‌اند.

## آثار
- ادارهٔ امور فردا (تهران، سازمان مدیریت صنعتی، سال ۱۳۴۳)
- محاسبات فنی (تهران، سازمان مدیریت صنعتی، سال ۱۳۴۹)
- رضاشاه از تولد تا سلطنت (شرکت حکایت قلم نوین، ۱۳۸۱)
- رضاشاه از سقوط تا مرگ (شرکت حکایت قلم نوین، ۱۳۸۶)
- سقوط رژیم شاهنشاهی در ایران:‌ جلد ۱ محمدرضاشاه از سلطنت تا سقوط (شرکت حکایت قلم نوین، ۱۳۹۱)
- سقوط رژیم شاهنشاهی در ایران: جلد ۲ محمدرضاشاه از سقوط تا مرگ (شرکت حکایت قلم نوین، ۱۳۹۱)